# Distrito de Huaccana
El Distrito de Huaccana es uno de los ocho distritos de la Provincia de Chincheros  ubicada en el departamento de Apurímac, bajo la administración del Gobierno regional de Apurímac, en el sur del Perú.
Desde el punto de vista jerárquico de la Iglesia católica forma parte de la Diócesis de Abancay la cual, a su vez, pertenece a la Arquidiócesis de Cusco.

## Historia
El distrito fue creado mediante Ley del 12 de junio de 1985 durante el segundo gobierno de Fernando Belaúnde Terry.
Huaccana se considera la capital de la cultura Chanka.

## Geografía
La ciudad de Huaccana se encuentra dentro de la provincia de Chincheros en Huamancarpa a orillas de la laguna de Anori. se encuentra ubicada en los Andes Centrales. Está a 3 078 m s. n. m.
El acceso desde la ciudad de Andahuaylas es por una carretera vecinal afirmada de 90 km aproximado, tiempo de recorrido promedio 3.0 horas.
Se pueden visitar los diferentes vestigios de los Chankas, que se ubican en la margen del Río Pampas, así como realizar canotaje.

## Autoridades

### Municipales
- 2023 - 2026 (ACTUALIDAD)
  - Alcalde: Gilber Rojas Allende
  - Regidores: Maria Aquise Pinto, Moises Quispe Aguilar, Julian Ccenta Sicha, Lidia Isabel Lopez Encizo, Inocensio Medrano Rios

- 2019-2022
  - Alcalde: Ivan Porras Palomino
  - Regidores:  , Pilar Monica Ccorahua Curo, Justo Robles Medrano, Romulo Cuenca Taipe, Narciso Culaca Gamboa.
- 2011- 2018
  - 2 periodos consecutivos
  - Hugo Najarro Rojas
- 2007-2010
  - Alcalde: Demetrio Najarro Salazar.

## Festividades
Desde su creación, Huaccana siempre se ha caracterizado por ser un distrito ecológico, por su biodiversidad, su turismo y por ser una capital agropecuaria. Los sitios turísticos son: la laguna de Anori, Chaqaqa y Huamina, Sundundu, Waqana pata(limaqahuarina), los andenes de Puca Chili, Llaqtapata, Incarraqay, Ruyruylla y el famoso valle Pampas un lugar con inmensas playas ideales para realizar el canotaje.
Los meses ideales para vistar Huaccana son de junio a octubre. En el mes de junio se celebra el aniversario con las siguientes actividades como: pelea de toros, feria agropecuaria, desfile cívico escolar, comunal e institucional y el 24, 25 y 26 de junio la gran carrera de caballos, en el hipodromomo de Maucallaccta  (currinapampa), en el mes de julio podrá deleitar la gran semana jubilar a partir del 15 de julio hasta el 31 de julio, del 15 al 20 la fiesta religiosa de la patrona de Huaccana "Virgen del Carmen" y a partir del 26 de julio la gran corrida de toros y el desfile por el aniversario patrio. El 30 y 31 de agosto podrá deleitar la gran corrida de toros en los centros poblados de Ahuayro y Huarapari, juntamente con la fiesta religiosa de Santa Rosa de Lima, y en el mes de octubre la gran feria el VII festival del cuy.
Es uno de los pocos distritos rurales del Perú que cuenta con una institución educativa de nivel superior, que es el Instituto Superior Tecnológico Público de Huaccana, que a la fecha ofrece las carreras de Producción Agopecuaria y Construcción Civil.
Los proyectos de infraestructura importantes que actualmente viene gestionando el Gobierno Local de Huaccana son: Construcción de Puente Pulcay para unir con los distritos de Ocros, Luis Carranza y Chilcas de Huamanga- Ayacucho y Construcción del Puente Ccanchi sobre el Río Pampas para comunicar las provincias de Chincheros y Andahuaylas con el Valle del río Apurimac y Ene (VRAEM). 
Asimismo está en gestión el proyecto "Construcción y ampliación del sistema de riego Huaccana-Apurímac" con un presupuesto aproximado de S/. 19 702 000 para construcción de represas, canales de riego y todo el sistema de irrigación para la cuenca de Huaccana, proyectándose brindar riego a más 1, 800 Ha de terrenos agrícolas; con lo cual se mejorará notablemente el nivel socioeconómico de la población de Huaccana.